# Departures OFF COURSE Super Selection
『Departures OFF COURSE Super Selection』（ディパーチャーズ～オフコース・スーパー・セレクション）は、1998年1月21日に発売されたオフコース通算43作目の非監修ベスト・アルバム。

## 解説
オフコースの代表曲を15曲収録した、レコード会社主導によるベスト・アルバム。
12曲目は、本作の裏ジャケット及び歌詞カードにはアルバム『Three and Two』と同様に「生まれ来る子供たちのために～「いつもいつも」」と表記されているが、音源は前者のみ収録となっている。
発売から1年後の1999年には、本作の続編にあたる『Departures II OFF COURSE Super Selection』が発売されている。

## パッケージ、アートワーク
アルバムの帯には以下のキャッチコピーが記載されている。
本作は、オフコースが在籍していたエキスプレス・レーベルではなく、イーストワールド・レーベルからリリースされた。

## 収録曲
| 全編曲: オフコース (#4以外)、オフコース、重実博、矢沢透 (#4)。 |                                                  |          |          |      |
| #                                                              | タイトル                                         | 作詞     | 作曲     | 時間 |
| 1.                                                             | 「Yes-No」                                       | 小田和正 | 小田和正 | 5:21 |
| 2.                                                             | 「眠れぬ夜」                                     | 小田和正 | 小田和正 | 3:15 |
| 3.                                                             | 「愛を止めないで」                               | 小田和正 | 小田和正 | 3:51 |
| 4.                                                             | 「僕の贈りもの」                                 | 小田和正 | 小田和正 | 3:37 |
| 5.                                                             | 「風に吹かれて」                                 | 小田和正 | 小田和正 | 4:06 |
| 6.                                                             | 「夏の終り」                                     | 小田和正 | 小田和正 | 3:46 |
| 7.                                                             | 「I LOVE YOU」                                   | 小田和正 | 小田和正 | 5:02 |
| 8.                                                             | 「言葉にできない」                               | 小田和正 | 小田和正 | 6:21 |
| 9.                                                             | 「ワインの匂い」                                 | 小田和正 | 小田和正 | 3:14 |
| 10.                                                            | 「秋の気配」                                     | 小田和正 | 小田和正 | 3:53 |
| 11.                                                            | 「YES-YES-YES」                                  | 小田和正 | 小田和正 | 4:18 |
| 12.                                                            | 「生まれ来る子供たちのために〜「いつもいつも」」 | 小田和正 | 小田和正 | 4:54 |
| 13.                                                            | 「一億の夜を越えて」                             | 安部光俊 | 鈴木康博 | 4:20 |
| 14.                                                            | 「ランナウェイ」                                 | 鈴木康博 | 鈴木康博 | 4:17 |
| 15.                                                            | 「さよなら」                                     | 小田和正 | 小田和正 | 4:57 |